# Uvala Jurišnica
Uvala Jurišnica este o arie protejată (sit de importanță comunitară — SCI) din Croația întinsă pe o suprafață de 23,08 ha, integral marine.

## Localizare
Centrul sitului Uvala Jurišnica este situat la coordonatele 44°34′32″N 14°59′12″E / 44.575478°N 14.986597°E.

## Înființare
Situl Uvala Jurišnica a fost declarat sit de importanță comunitară în iulie 2013 pentru a proteja un număr necunoscut de specii din flora spontană și fauna sălbatică aflate în arealul zonei.

## Biodiversitate
Situată în ecoregiunea marină mediteraneană, aria protejată conține 2 habitate naturale: Golfuri mici largi și golfuri puțin adânci, Recifuri.
La baza desemnării sitului se află un număr nedeclarat de specii protejate.